# Neofabraea perennans
Neofabraea perennans är en svampart som beskrevs av Kienholz 1939. Neofabraea perennans ingår i släktet Neofabraea och familjen Dermateaceae.   Inga underarter finns listade i Catalogue of Life.